# Pai Gow Poker
Pai Gow Poker is een kaartspel, dat in casino's overal ter wereld aangetroffen kan worden.

## Algemeen
Dit van oorsprong Chinese spel werd vroeger met Mahjong stenen gespeeld. De naam "Pai Gow" betekent "geen paar". Het spel is door Chinese immigranten in Opper-Californië in Amerika geïntroduceerd, waarbij men de Mah Jongstenen door kaarten heeft vervangen en het spel heeft gegoten in de vorm van het westerse poker. Voor de volgorde van de pokerhanden wordt doorverwezen naar poker.
De volgorde van de mogelijke handen is hetzelfde bij Pai Gow Poker als bij andere pokervarianten met één uitzondering: De aas. De aas is de hoogste en tevens de laagste kaart in het spel. In westerse pokervarianten kan een Aas als laagste kaart een straat completeren, maar is dan de laagste kaart in die straat. In Pai Gow Poker is de Aas in dat geval zowel de laagste als de hoogste kaart. In een straat met Aas, 2, 3, 4, 5 is de Aas de hoogste kaart in plaats van de 5. Dus een straat met Aas, 2, 3, 4, 5 is hoger dan een straat met Heer, Vrouw, Boer, 10, 9 en lager dan een straat met Aas, Heer, Vrouw, Boer, 10.

## Het Spel
Het spel wordt gespeeld met 53 kaarten, een normaal spel kaarten plus één joker. Men speelt tegen de Bankhouder. Dit kan het casino zijn, maar ook een van de spelers kan dit zijn. Men zet in tegen de bankhouder. Voor het geven wordt met 3 dobbelstenen bepaald, wie er 'gever' is. De croupier zal dan vanuit zijn perspectief de kaarten geven (hij begint dus bij de speler links van de aangewezen gever). Iedereen krijgt 7 kaarten. Na het geven bekijken de spelers hun kaarten en moeten zij die rangschikken naar 2 handen; één hand van 5 kaarten en één hand van 2 kaarten. Er is één belangrijke eis: de hand met 5 kaarten moet altijd hoger zijn dan de hand met 2 kaarten. Bijvoorbeeld Aas, Boer, 10, 7, 5, 4, 2 wordt (aangenomen dat er géén 5 kaarten van dezelfde kleur voor een flush aanwezig zijn) opgesplitst in Aas, 7, 5, 4, 2 in de éne en Boer, 10 in de andere hand. Het Aas mag niet in de kleine hand, want dan is die hoger dan de hand met 5 kaarten en dat mag niet. Ander voorbeeld Aas, Aas, 9, 3, 3, 2, 2 wordt als volgt verdeeld: 9, 3, 3, 2, 2 en Aas, Aas. Hier gaan de Azen wel in de kleine hand, want 2 paar is hoger dan een paar Azen. Men probeert dus beide handen zo goed mogelijk te maken.

## De Joker
De Joker mag niet iedere kaart voorstellen die men wil. Een Joker mag alleen gebruikt worden om een straat of flush te completeren. In alle andere gevallen telt een Joker als Aas. Daar door is de hoogste combinatie 5 Azen. Een carré Heren met een Joker is dus niet 5 of a kind maar 4 Heren met een Aas. Bij Ruiten Aas, Joker, ruiten Boer, ruiten 9 en ruiten 6 stelt de Joker ruiten Heer voor ter completering van een flush.

## Showdown
Nadat de spelers hun kaarten hebben gerangschikt doet de bankhouder zijn kaarten open en rangschikt hij zijn kaarten. De croupier rangschikt zijn kaarten altijd (als bankhouder of als speler) zijn kaarten volgens een vaststaand stramien, de zogenaamde house way. Als dat is gebeurd, worden alle handen vergeleken. En wel de hand met 5 kaarten van de bank met de hand met 5 kaarten van de speler en de hand met 2 kaarten van de bank wordt vergeleken met de hand van 2 kaarten van de speler. Heeft een speler beide handen hoger dan wint hij. Heeft hij een hand hoger en de andere lager is het spel onbeslist. Heeft hij één hand hoger en de andere precies gelijk (dit komt op de handen van 2 kaarten regelmatig voor) is het spel ook onbeslist. Precies gelijke handen gaan in principe naar de bankhouder. Heeft een speler een hand lager en de tweede precies gelijk dan verliest hij dus, evenals wanneer beide handen lager zijn. Wint een speler, dan krijgt hij één keer zijn inzet minus 5% uitbetaald.
voorbeeld: Speler A heeft A, 10, 9, 6, 3 en Heer, Vrouw. Speler B flush met klaveren Heer hoog en Aas, 2. Speler C heeft 5, 5, Boer, 8, 3 en Heer, Vrouw. De bank heeft 5, 5, 10, 4, 2 en Heer, Vrouw. Speler A heeft één hand lager en één precies gelijk en verliest. Speler B heeft beide handen hoger dan de bank en wint. Speler C's hand met 5 kaarten is een fractie beter dan die van de bank en de andere is precies gelijk, zijn spel is onbeslist, een zogenaamde push

## Bankhouder
Een van de spelers kan bankhouder zijn. Hij moet dan de inzetten van zijn medespelers dekken en hij annonceert het bedrag dat de croupier namens het huis tegen hem mag inzetten. Dan vergewist de croupier zich ervan, dat de bankhouder kan uitbetalen voor het geval hij van iedereen zou verliezen. Daarna verloopt het spel als boven beschreven, met dat verschil, dat het huis niet alleen 5% inhoudt op de eventuele winst van de spelers, maar dat de bankhouder 5% betaalt over alles wat hij méér wint dan verliest. Als hij één hand wint met inzet € 160,-en € 140,- over de andere handen moet uitbetalen, neemt het casino dus 5% van € 160,- - € 140,- = € 20,- x 5% = €1,- in als belasting.
Amerikaanse roulette · Franse roulette · Black Jack · Poker · Caribbean Stud Poker · Pai Gow Poker · Sic Bo · Punto Banco / Baccarat · 
Craps · Money Wheel · Trente et Quarante